# Мошников Іван Васильович
Іван Васильович Мошников (1891, село Кондратовська (Березник) Вознесенського товариства Оштинської волості Лодейнопольського повіту Олонецької губернії, тепер Подпорозького району Ленінградської області, Російська Федерація — ?) — радянський державний діяч, капітан річкового пароплаву «Володарський». Депутат Верховної ради СРСР 3-го скликання.

## Життєпис
Народився в бідній селянській родині. З одинадцятирічного віку працював погоничем коней на Онезькому каналі. З чотирнадцятирічного віку був матросом, стерновим на річкових пароплавах.
З 1920-х років — помічник капітана річкових пароплавів «Зоря», «Урицький», «Бебель», «Карл Маркс», «Володарський» Північно-Західного басейну.
На 1933—1934 роки — капітан вантажно-пасажирського річкового пароплаву «Анохін» Північно-Західного басейну.
У 1934—1941 роках — капітан вантажно-пасажирського річкового пароплаву «Володарський» Північно-Західного басейну.
У 1941 році добровольцем пішов до Робітничо-селянського червоного флоту, учасник німецько-радянської війни. Був капітаном санітарного транспорту «Володарський» Балтійського флоту.
Член ВКП(б) з 1941 року.
З 1945 року — капітан вантажно-пасажирського річкового пароплаву «Володарський».
Подальша доля невідома. 

## Звання
- молодший лейтенант

## Нагороди і відзнаки
- медаль «За оборону Ленінграда»
- медаль «За перемогу над Німеччиною у Великій Вітчизняній війні 1941—1945 рр.» (1945)
- медаль «За доблесну працю у Великій Вітчизняній війні 1941—1945 рр.» (1945)
- медаль «За трудову відзнаку»